# Агент Оранж
«Аге́нт О́ранж» (англ. Agent Orange) — назва суміші синтетично синтезованих дефоліантів та гербіцидів. Широко використовувалась американськими військами під час війни у В'єтнамі задля спричинення ефекту випадання листя у непролазних джунглях цієї країни (Операція «Ranch Hand»). Як виявилось пізніше, речовини, що входили до складу цієї суміші, викликають мутації та незворотні зміни в організмі людей, які контактували з хімікатами.

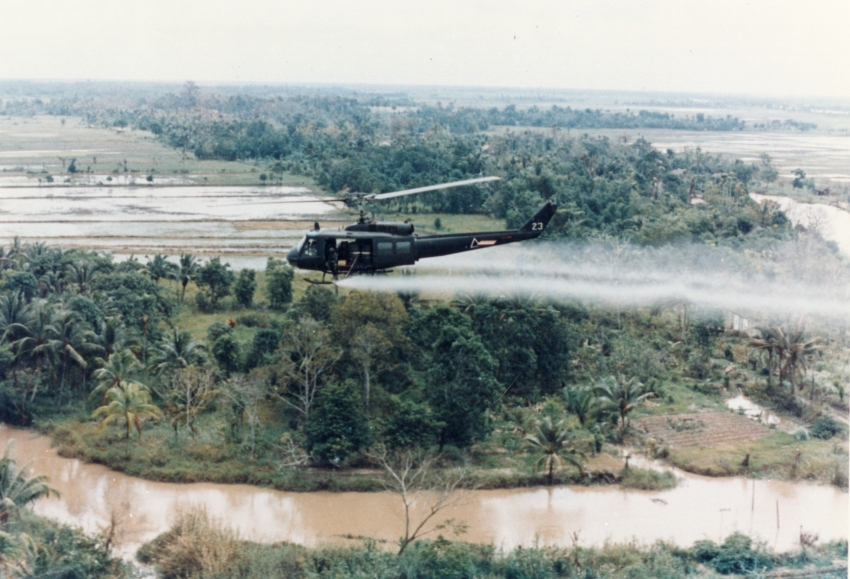
Гелікоптер армії США «Г'юї» розпилює «Агент Оранж» над сільськогосподарськими угіддями під час війни у В'єтнамі в рамках гербіцидної військової кампанії

«Агент Оранж» вироблявся в США з кінця 1940-х років і використовувався в індустріальному сільському господарстві, а також розпилювався вздовж залізниць і ліній електропередач для боротьби з підліском у лісах. Під час війни у В'єтнамі американські військові закупили понад 20 000 000 галонів (76 000 000 л), що складалися з суміші 2,4-Д і забрудненого діоксином 2,4,5-Т у співвідношенні 50 на 50. Його виробляли дев'ять хімічних компаній: Dow Chemical Company, Monsanto, Hercules Inc., Thompson Hayward Chemical Co., Uniroyal, Thompson Chemical Co., Hoffman-Taff Chemicals, Inc. та Agriselect.
Уряд В'єтнаму стверджує, що приблизно чотирьох мільйонів людей у В'єтнамі зазнали впливу дефоліанта, і до трьох мільйонів людей захворіли через «Агент Оранж», тоді як В'єтнамський Червоний Хрест оцінює, що до одного мільйона людей стали інвалідами або мають проблеми зі здоров'ям внаслідок його впливу. Уряд США назвав ці цифри недостовірними, хоча задокументував випадки лейкемії, хворобу Годжкіна та різних видів раку в американських військових ветеранів. Епідеміологічне дослідження, проведене Центрами з контролю та профілактики захворювань, показало, що внаслідок застосування «Агент Оранж» збільшився рівень вроджених вад розвитку у дітей військовослужбовців. «Агент Оранж» також завдав величезної шкоди навколишньому середовищу у В'єтнамі. Понад 3 100 000 га (7 700 000 акрів) або 31 000 км² (12 000 миль²) лісу було вкрито дефоліантами. Дефоліанти знищили деревний покрив і саджанці, що ускладнило лісовідновлення на багатьох територіях. Різноманіття видів тварин різко зменшується на відміну від необроблених територій. Руйнування довкілля, спричинене цією дефоліацією, прем'єр-міністр Швеції Улоф Пальме, юристи, історики та інші науковці назвали екоцидом.
Використання «Агент Оранж» у В'єтнамі призвело до численних судових позовів. Організація Об'єднаних Націй ратифікувала Резолюцію 31/72 Генеральної Асамблеї ООН та Конвенцію про зміну навколишнього середовища. Позови, подані від імені як американських, так і в'єтнамських ветеранів, вимагали компенсації за завдані збитки.
Вперше «Агент Оранж» був застосований військами Британської Співдружності в Малайї під час війни в Малайї. Його також використовували американські військові в Лаосі та Камбоджі під час В'єтнамської війни, оскільки ліси поблизу кордону з В'єтнамом контролювали в'єтконгівці.

## Хімічний склад

2,3,7,8-тетрахлордибензо-п-діоксин (ТХДД)

2,4-дихлорфеноксиоцтова кислота (2,4-D)

2,4,5-трихлорфеноксиоцтова кислота (2,4,5-Т)

Діючою речовиною «Агент Оранж» була рівна суміш двох феноксигербіцидів — 2,4-дихлорфеноксиоцтової кислоти (2,4-D) та 2,4,5-трихлорфеноксиоцтової кислоти (2,4,5-Т) — у формі ізооктилового ефіру, яка містила сліди діоксину 2,3,7,8-тетрахлордибензо-п-діоксину (ТХДД). ТХДД був слідовим (зазвичай 2-3 ppm, в діапазоні від 50 ppb до 50 ppm) — але значним — забруднювачем «Агент Оранж».

### Токсикологія
ТХДД є найтоксичнішим з діоксинів і класифікується Агентством з охорони навколишнього середовища США (EPA) як канцероген для людини. Жиророзчинна природа ТХДД призводить до того, що він легко потрапляє в організм через фізичний контакт або вживання всередину. Діоксин потрапляє в організм, приєднуючись до білка, який називається рецептор арилових вуглеводнів (AhR), фактор транскрипції. Коли ТХДД зв'язується з AhR, білок переміщується до ядра клітини, де впливає на експресію генів.
Згідно з повідомленнями уряду США, якщо не зв'язати хімічно з біологічною поверхнею, такою як ґрунт, листя або трава, «Агент Оранж» швидко висихає після розпилення, а під впливом сонячного світла розпадається протягом декількох годин або днів і більше не є шкідливим.

## Розробка
Кілька гербіцидів було розроблено в рамках спільної роботи США та Великої Британії зі створення гербіцидної зброї для використання під час Другої світової війни. До них належать 2,4-D, 2,4,5-Т, MCPA (2-метил-4-хлорфеноксиоцтова кислота, 1414B і 1414A, перекодовані LN-8 і LN-32) та ізопропілфенілкарбамат (1313, перекодований LN-33).
У 1943 році Міністерство армії США уклало контракт з ботаніком (згодом біоетиком) Артуром Галстоном, який відкрив дефоліанти, що згодом були використані в «Агенті Оранж», та його роботодавцем Університетом Іллінойсу Урбана-Шампейн для вивчення впливу 2,4-Д і 2,4,5-Т на зернові (в тому числі рис) та широколистяні культури. Під час навчання в аспірантурі Університету штату Іллінойс Галстон займався дослідженнями та дисертацією, спрямованими на пошук хімічних засобів, які б дозволили сої раніше зацвісти та заплодоносити. Він виявив, що 2,3,5-трийодбензойна кислота (TIBA) прискорює цвітіння сої, а також те, що у високих концентраціях вона дефоліює соєві боби. З цих досліджень виникла концепція використання авіаційного внесення гербіцидів для знищення ворожих посівів, щоб порушити їхнє продовольче забезпечення. На початку 1945 року армія США провела випробування різних сумішей 2,4-Д і 2,4,5-Т на військовому аеродромі Бушнелл у Флориді. В результаті США розпочали повномасштабне виробництво 2,4-Д і 2,4,5-Т і в подальшому могли б застосували їх проти Японії в 1946 році під час операції «Даунфол», якби війна продовжувалася.
У повоєнні роки США випробували 1,100 сполук, а польові випробування найперспективніших з них проводилися на британських станціях в Індії та Австралії, щоб встановити їхню дію в тропічних умовах, а також на американському полігоні у Флориді. У 1950—1952 роках в Танганьїці, в Кікоре та Стуньянсі, були проведені випробування арборицидів та дефоліантів у тропічних умовах. Тоді були задіяні хімічні речовини — 2,4-Д, 2,4,5-Т та ендотал (3,6-ендоксогексагідрофталева кислота). Протягом 1952-53 років підрозділ здійснював нагляд за повітряним розпиленням 2,4,5-Т у Кенії з метою оцінки значення дефоліантів для знищення мухи цеце.

## Раннє застосування
В Малаї місцевий підрозділ Imperial Chemical Industries досліджував дефоліанти як засоби для знищення бур'янів на каучукових плантаціях. Під час війни в Малаї придорожні засідки Національної визвольної армії Малаї становили небезпеку для військ Британської Співдружності, було зроблено кілька спроб видалити рослинність, яка могла б приховати місця засідок, але видалення вручну виявилося дешевшим. Детальний опис того, як британці експериментували з розпиленням гербіцидів, написали два вчені: Е. К. Вудфорд з Відділу експериментальної агрономії Ради сільськогосподарських досліджень та Г. Кернс з Бристольського університету.
Після закінчення війни в Малаї в 1960 році США врахували британський прецедент, вирішивши, що використання дефоліантів є законною тактикою ведення війни. Державний секретар Дін Раск повідомив президенту Джону Кеннеді, що британці створили прецедент війни з використанням гербіцидів у Малайї.

## Застосування у В'єтнамській війні

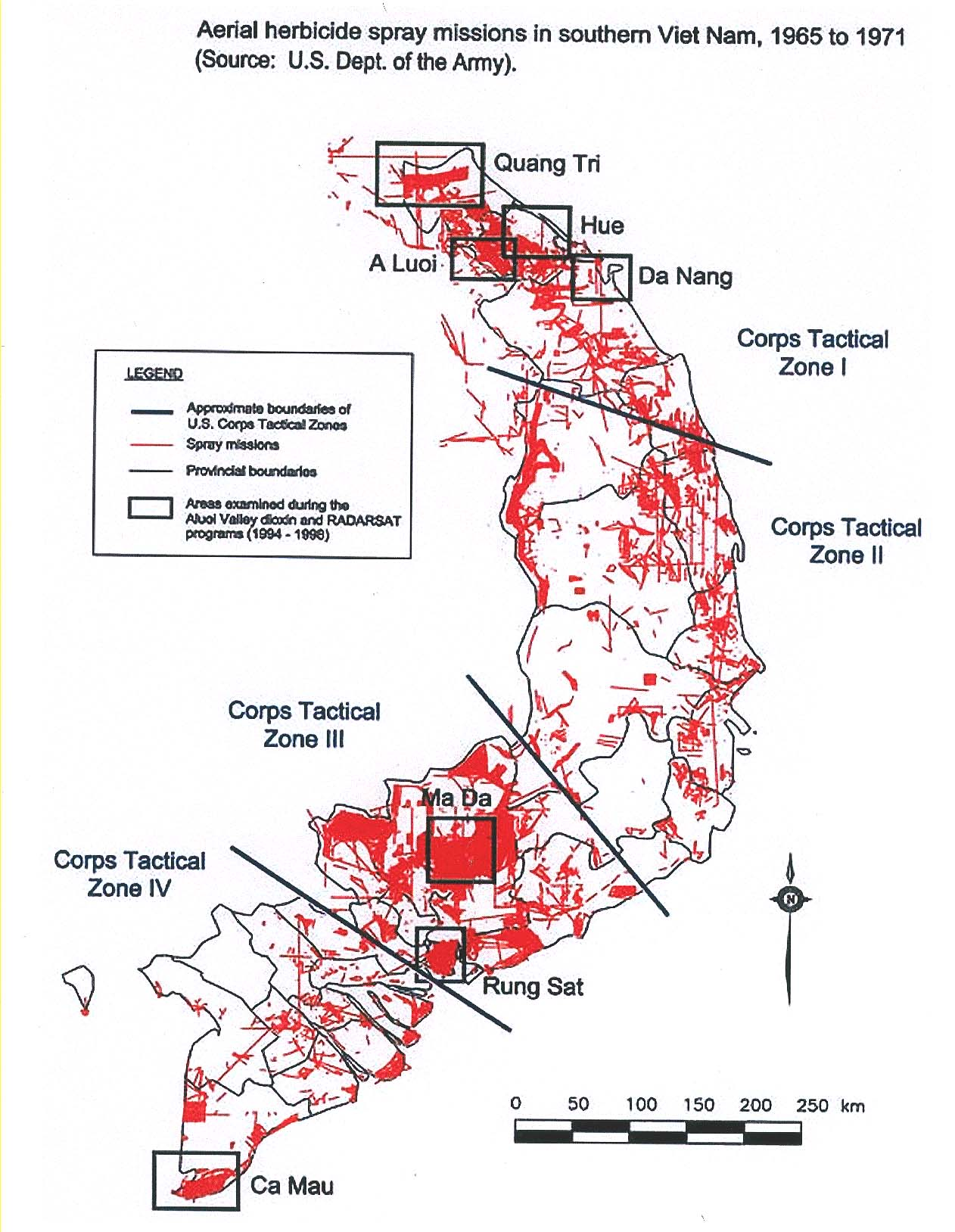
Карта, що показує місця проведення місій повітряного розпилення гербіцидів армії США в Південному В'єтнамі з 1965 по 1971 рік

У середині 1961 року президент Південного В'єтнаму Нго Дінь Дьєм звернувся до Сполучених Штатів з проханням допомогти вирубати густі джунглі, які слугували прикриттям для його ворогів-комуністів. У серпні того ж року ВПС Республіки В'єтнам за допомогою США провели гербіцидні операції. Запит Дьєма розпочав політичні дебати в Білому домі, Державному департаменті та Міністерстві оборони. Більшість американських чиновників підтримували гербіцидні операції, вказуючи на те, що британці вже використовували гербіциди та дефоліанти в Малайї в 1950-х роках. У листопаді 1961 року Кеннеді санкціонував початок операції «Ranch Hand» — кодової назви програми ВПС США з використання гербіцидів у В'єтнамі. Операції з гербіцидами офіційно керувалися урядом Південного В'єтнаму.
Під час війни у В'єтнамі, між 1962 і 1971 роками, американські військові розпилили майже 76 000 000 літрів різних хімікатів — «райдужних гербіцидів» і дефоліантів — у В'єтнамі, східному Лаосі і частинах Камбоджі в рамках операції «Ranch Hand», що досягла свого піку в 1967—1969 роках. Для порівняння, басейн олімпійського розміру вміщує приблизно 2 500 000 літрів. Як і британці в Малайї, мета США полягала в тому, щоб спустошити сільські/лісові землі, позбавити партизанів їжі та укриття, а також зачистити вразливі зони, такі як периметр бази і можливі місця засідок уздовж доріг і каналів. Семюел П. Гантінгтон стверджував, що програма також була частиною політики примусової призовної урбанізації, яка мала на меті знищити здатність селян забезпечувати себе в сільській місцевості, змушуючи їх тікати до міст, де домінували американці, позбавляючи партизанів їхньої сільської підтримки.
Зазвичай «Агент Оранж» розпилювали з гелікоптерів або з низьколітаючих літаків C-123 Provider, оснащених розпилювачами, насосними системами «MC-1 Hourglass» і баками для хімікатів об'ємом 1000 американських галонів (3800 л). Обприскування також проводилося з вантажівок, човнів та ранцевих обприскувачів.
Перша партія гербіцидів була розвантажена на авіабазі Тан Сон Нут у Південному В'єтнамі 9 січня 1962 року. За даними ВПС США, за час проведення операції «Ranch Hand» було здійснено щонайменше 6542 розпилювальні місії. До 1971 року 12 відсотків загальної площі Південного В'єтнаму було обприскано дефоліантами з середньою концентрацією, що в 13 разів перевищувала рекомендовану Міністерством сільського господарства США норму застосування для використання. Лише у Південному В'єтнамі, за оцінками, було знищено 39 000 квадратних миль (100 000 км²) сільськогосподарських угідь. У деяких районах концентрації ТХДД у ґрунті та воді в сотні разів перевищували рівні, які EPA вважає безпечними.
Під час кампанії було знищено 20 000 км² (7700 миль²) гірських і мангрових лісів і тисячі квадратних кілометрів посівів. Загалом, понад 20 % лісів Південного В'єтнаму були обприскані принаймні один раз за дев'ять років. 3,2 % оброблюваних земель Південного В'єтнаму були обприскані принаймні один раз між 1965 і 1971 роками. 90 % гербіцидів було використано для дефоліації.
Американські військові почали атакувати продовольчі культури в жовтні 1962 року, в основному використовуючи «Агент Блю»; американська громадськість не знала про програми знищення врожаю до 1965 року (і тоді вважалося, що обприскування посівів почалося тієї весни). У 1965 році 42 % всіх обприскувань гербіцидами було проти продовольчих культур. У 1965 році членам Конгресу США було заявлено, що «знищення сільськогосподарських культур вважається більш важливою метою … але в публічних згадках про програму акцент зазвичай робиться на знищенні джунглів». Перше офіційне визнання програм надійшло від Державного департаменту в березні 1966 року.
Коли посіви знищували, в'єтнамці компенсували втрату їжі, конфісковуючи більше продовольства у місцевих селах. Деякі військовослужбовці повідомляли, що місцеві їм говорили, що вони знищують врожай, який використовувався для харчування бойовиків, але пізніше виявлялося, що більша частина знищеної їжі насправді була вироблена для підтримки місцевого цивільного населення. Наприклад, за словами Віла Верві, 85 % посівних площ у провінції Куанг Нгай планувалося знищити лише у 1970 році. За його оцінками, це призвело б до голоду і залишило б сотні тисяч людей у провінції без їжі або такими що недоїдають. Згідно з доповіддю Американської асоціації розвитку науки, кампанія з використання гербіцидів порушила продовольче забезпечення понад 600 000 людей до 1970 року.
Більшість експертів того часу, включаючи фізіолога рослин і біоетика Артура Галстона, виступали проти гербіцидної війни через побоювання щодо побічних ефектів для людей і навколишнього середовища від невибіркового розпилення хімікатів на великій території. Ще в 1966 році в Організацію Об'єднаних Націй були внесені резолюції зі звинуваченнями США в порушенні Женевського протоколу 1925 року, який регулював використання хімічної та біологічної зброї в міжнародних конфліктах. США відхилили більшість резолюцій, стверджуючи, що «Агент Оранж» не є хімічною чи біологічною зброєю, оскільки вважається гербіцидом і дефоліантом, і використовувався для знищення рослинних культур і позбавлення ворога можливості укриття, а не для ураження людей. Делегація США стверджувала, що зброя, за визначенням, є будь-яким пристроєм, що використовується для поранення, ураження або знищення живих істот, споруд або систем, а «Агент Оранж» не підпадає під це визначення. Делегація також наполягала, що якщо США звинувачені у використанні «Агент Оранж», то Велика Британія і країни Співдружності повинні бути звинувачені, оскільки вони також широко використовували його під час війни в Малайї в 1950-х роках. У 1969 році Сполучене Королівство прокоментувало проект Резолюції 2603 (XXIV):
| Нам здається, що докази, які свідчать про те, що використання на війні хімічних речовин, особливо токсичних для рослин, заборонено міжнародним правом, є вкрай недостатніми для твердження про те, що це заборонено.Оригінальний текст (англ.) The evidence seems to us to be notably inadequate for the assertion that the use in war of chemical substances specifically toxic to plants is prohibited by international law.[56] |
Руйнування довкілля, спричинене цією дефоліацією, прем'єр-міністр Швеції Улоф Пальме, юристи, історики та інші науковці назвали «екоцидом».
Дослідження, проведене Bionetic Research Laboratories між 1965 і 1968 роками, виявило вади розвитку у піддослідних тварин, спричинені 2,4,5-Т, компонентом «Агент Оранж». Пізніше, у жовтні 1969 року, результати дослідження було доведено до відома Білого дому. Інші дослідження показали схожі результати, і Міністерство оборони почало скорочувати використання гербіцидів. 15 квітня 1970 року було оголошено про припинення використання «Агент Оранж». Дві бригади Американської дивізії влітку 1970 року продовжували використовувати «Агент Оранж» для знищення сільськогосподарських культур всупереч забороні. Розслідування призвело до дисциплінарних покарань командирів бригади та дивізії, оскільки вони сфальсифікували звіти, щоб приховати його використання. Дефоліація та знищення посівів були повністю припинені до 30 червня 1971 року.

Галерея
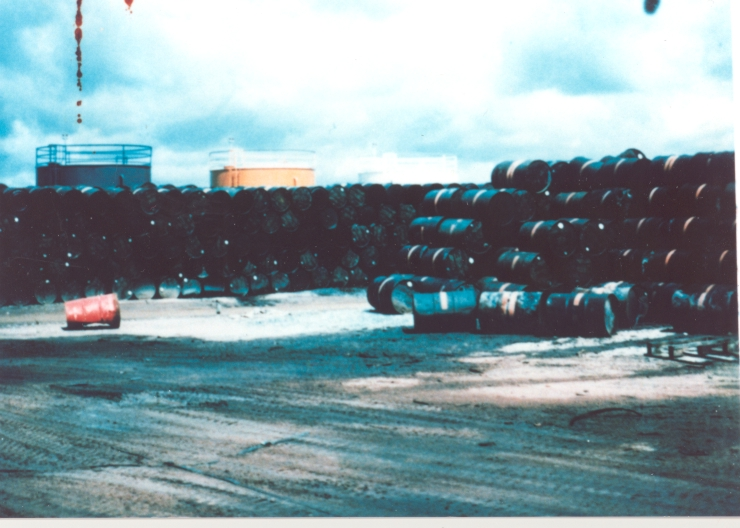
Партія 200-літрових бочок з «Агент Оранж»
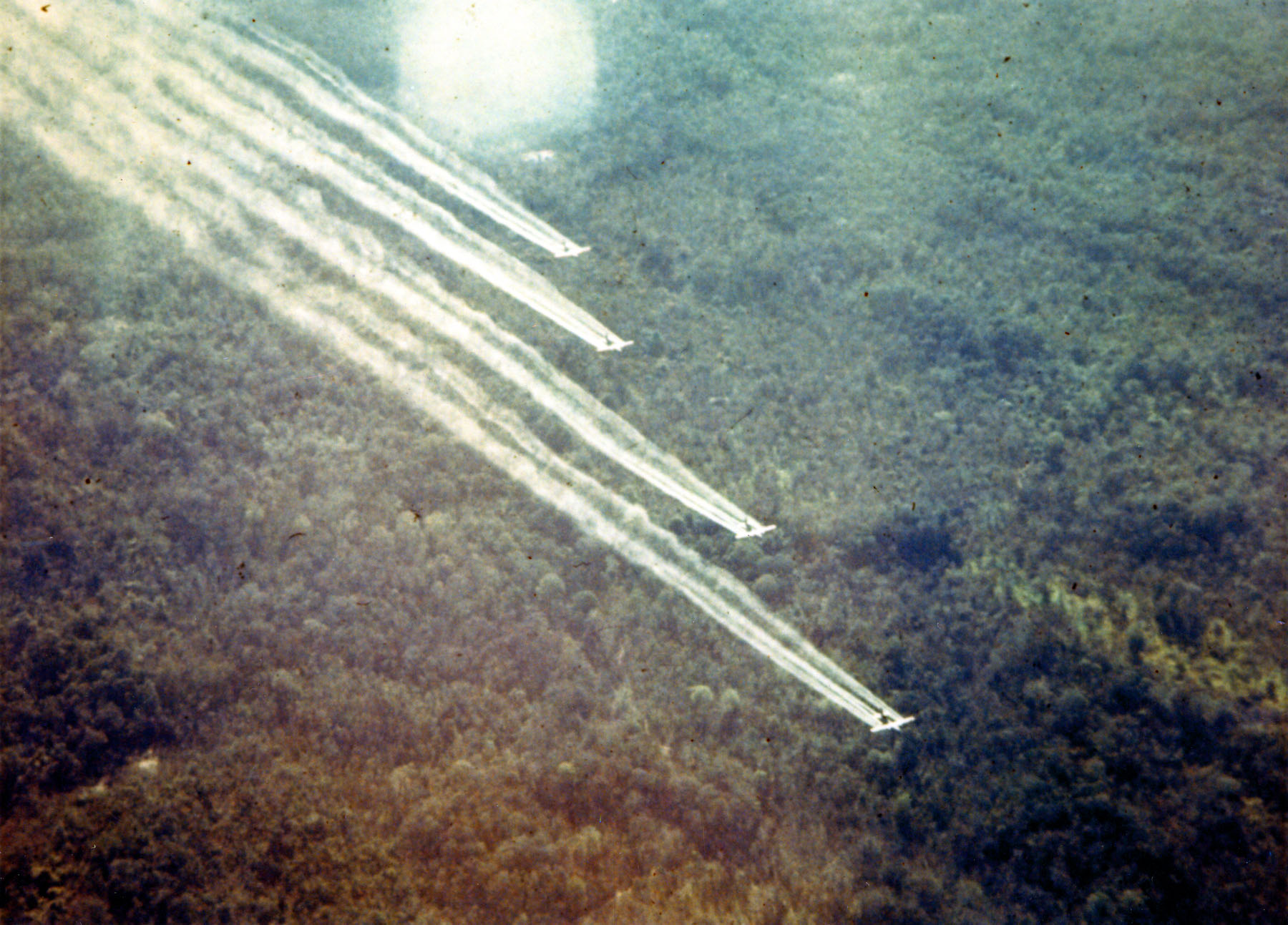
Розпилення дефоліанту в рамках операції «Ranch Hand» під час війни у В'єтнамі літаком UC-123B Provider
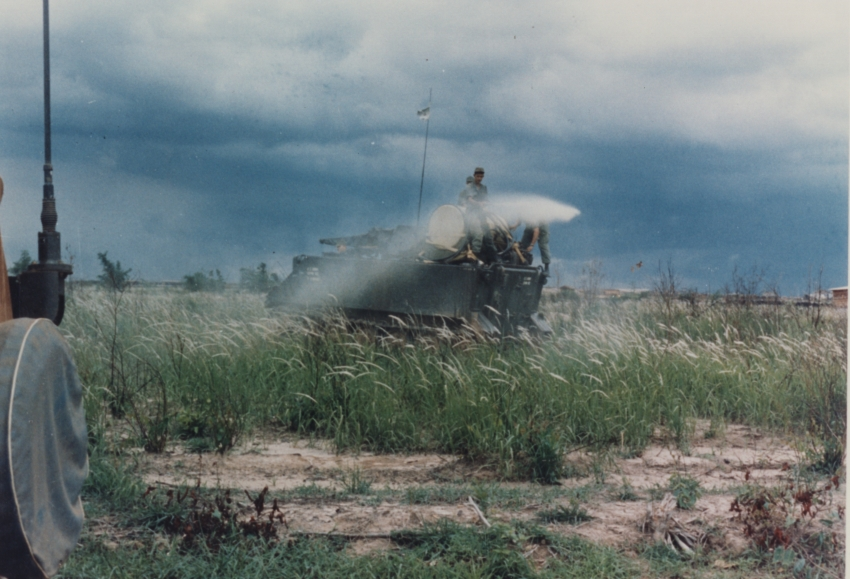
Бронетранспортер армії США розпилює «Агент Оранж» над в'єтнамськими рисовими полями під час війни у В'єтнамі
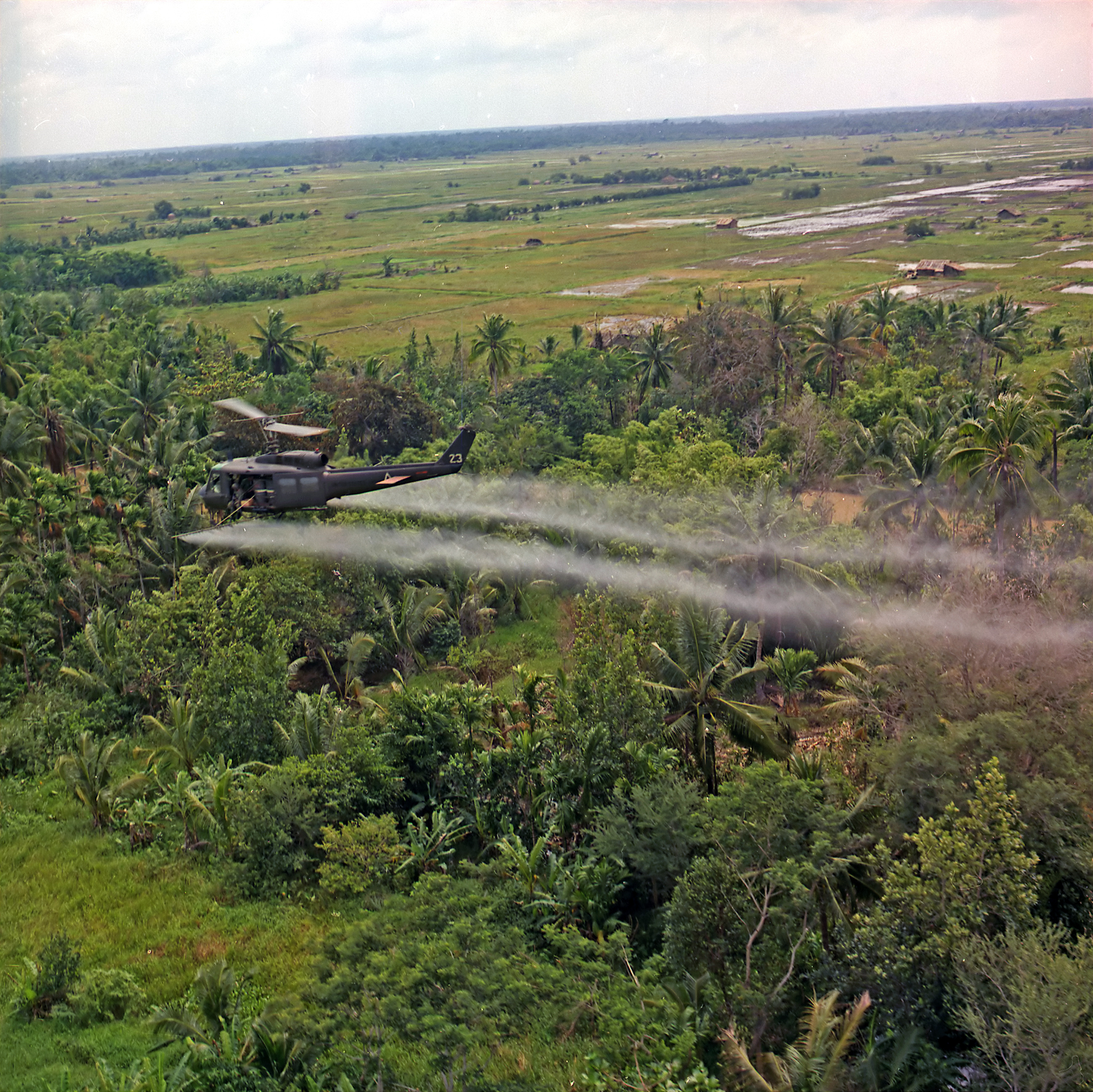
Гелікоптер UH-1D 336-ї авіаційної роти розпилює дефоліант над сільськогосподарськими угіддями в дельті Меконгу
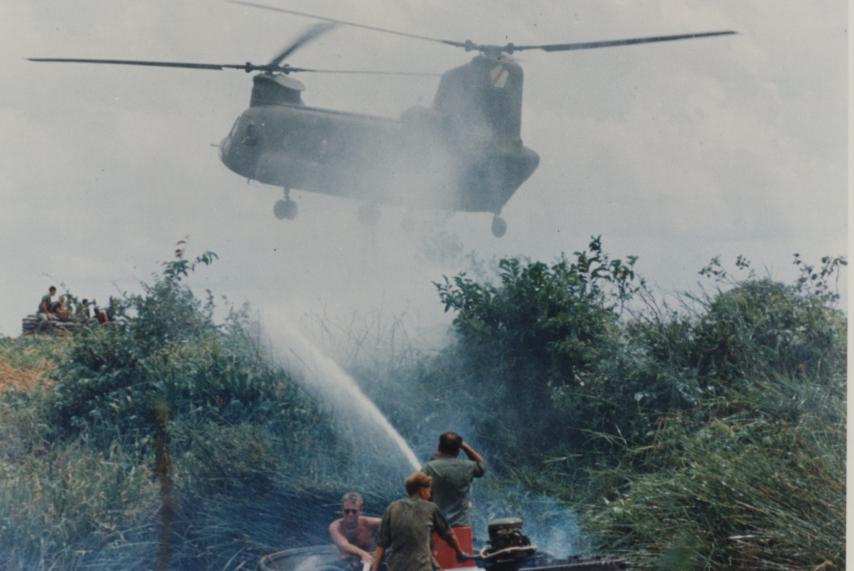
Операції армії США у В'єтнамі: Дефоліація річкових берегів
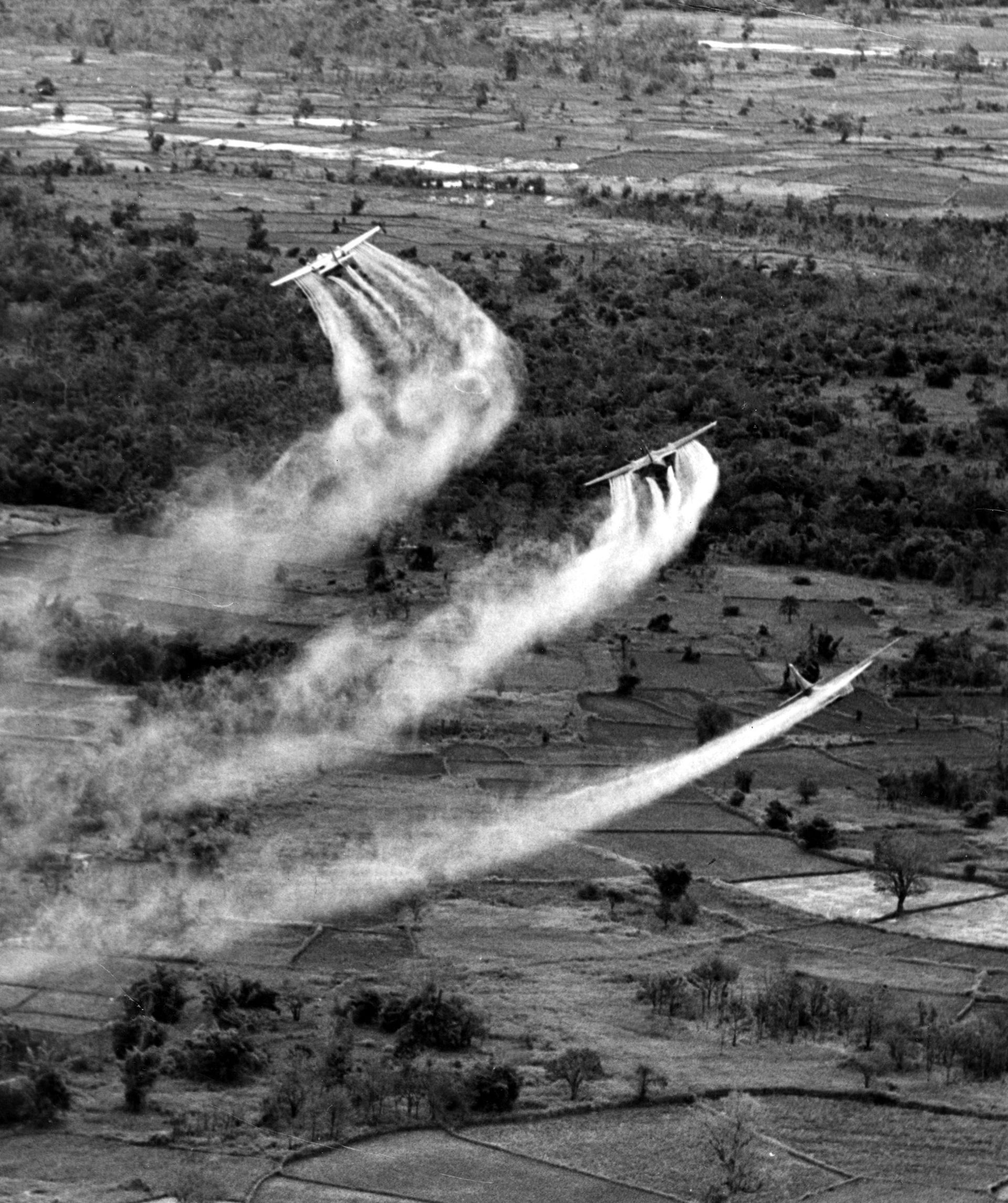
Літак ВПС США Fairchild C-123 Provider обпилює посіви у В'єтнамі під час операції «Ranch Hand»
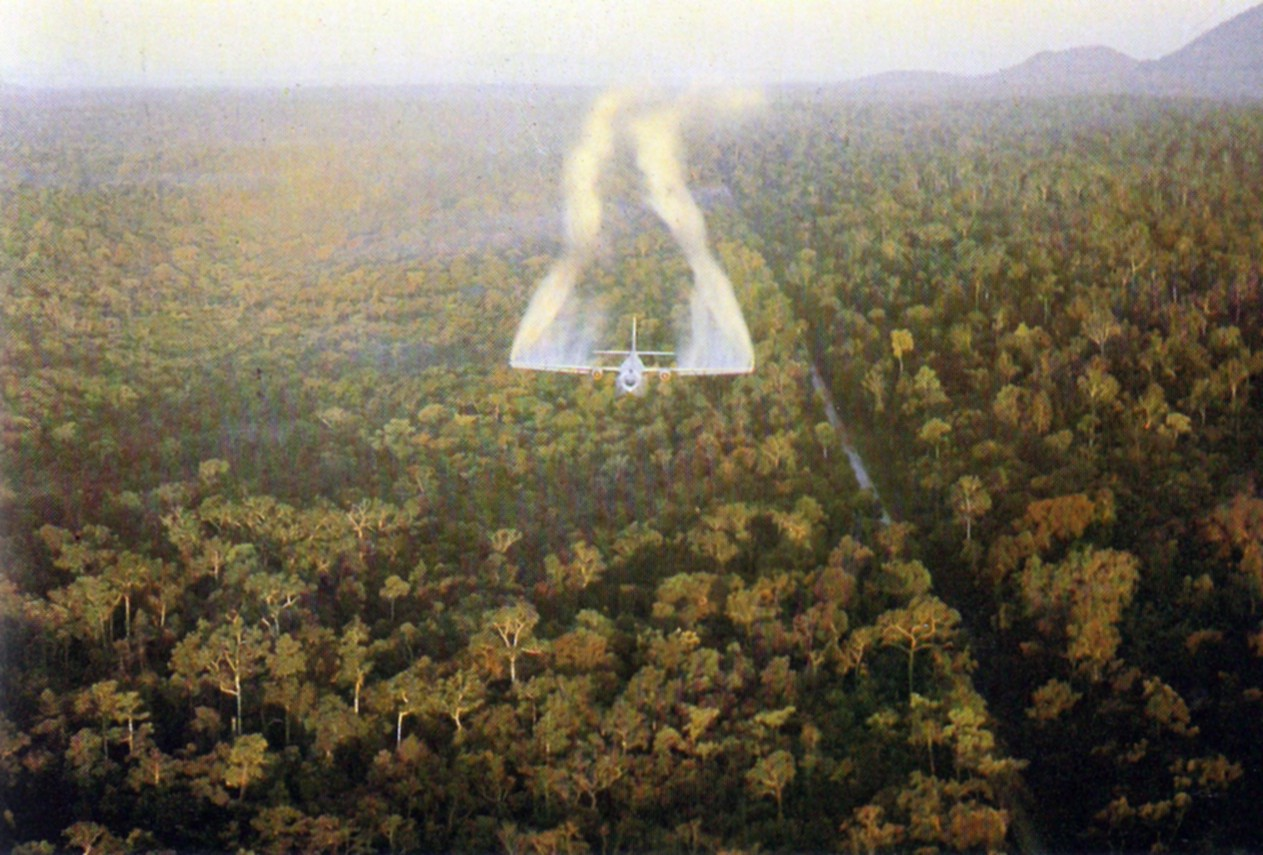
Літак Fairchild C-123 Provider розпилює дефоліант у Південному В'єтнамі в 1962 році
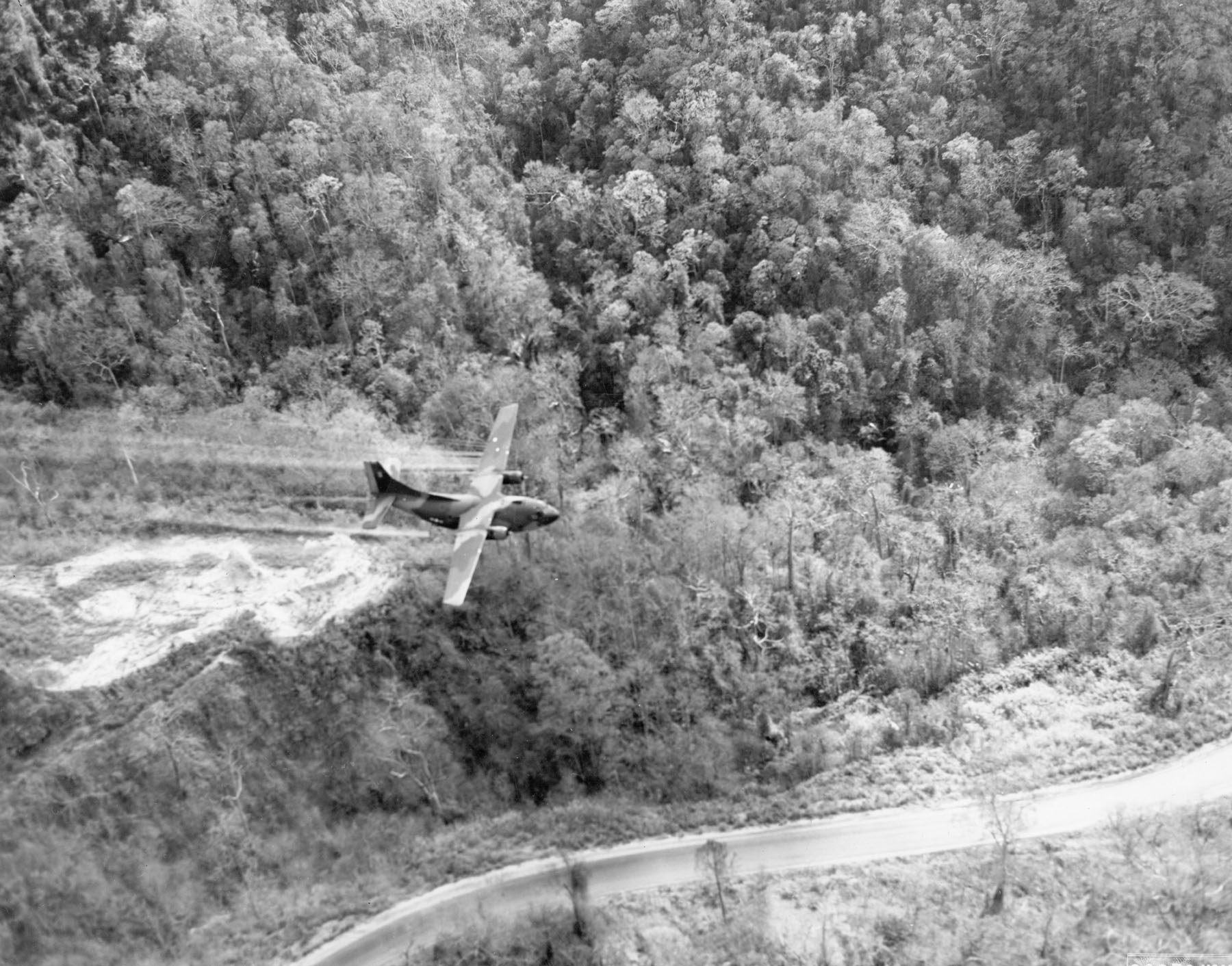
Операція «Ranch Hand», UC-123 розчищає узбіччя дороги в центральному Південному В'єтнамі в 1966 році
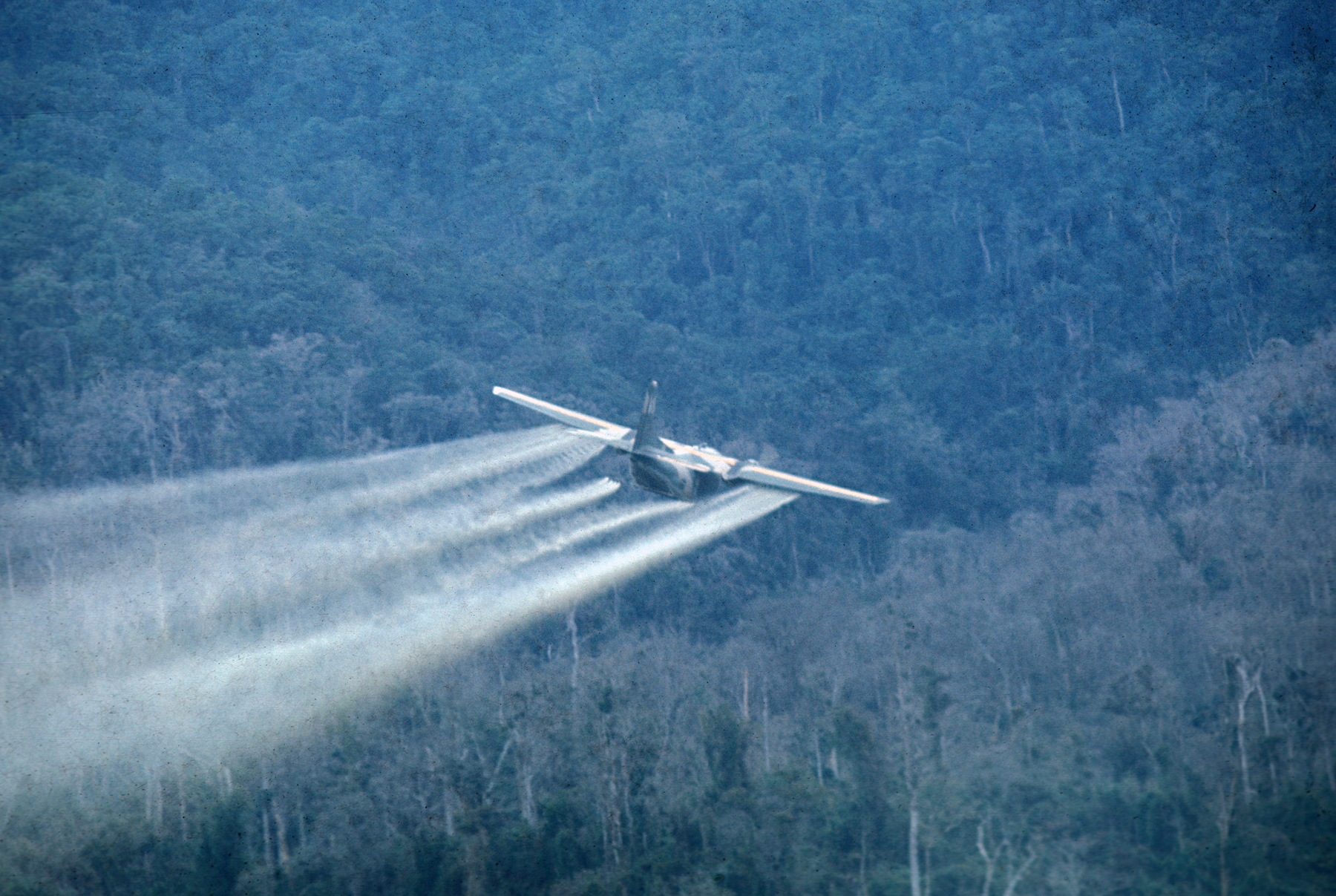
Літак ВПС США розпилює дефоліант
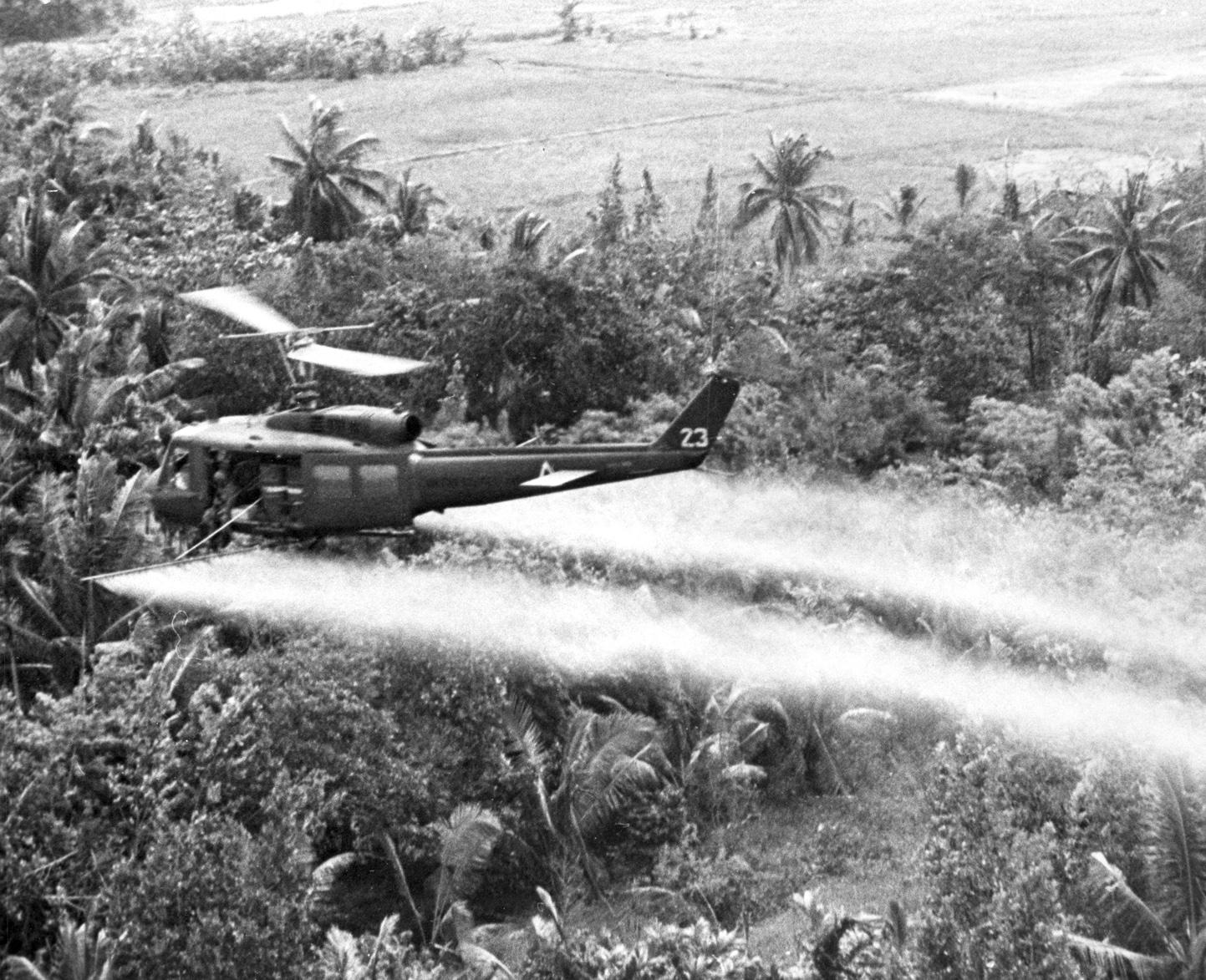
Розпилення «Агент Оранж» в дельті Меконгу поблизу Кантхо, 1969 рік

## Наслідки для здоров'я
Існують різні види раку, пов'язані з «Агент Оранж», включаючи хронічний В-клітинний лейкоз, хвороба Годжкіна, мієломну хворобу, негоджкінську лімфому, рак простати, рак органів дихання, рак легенів та саркоми м'яких тканин.

### В'єтнамці
Уряд В'єтнаму заявляє, про 4 мільйони громадян що зазнали впливу «Агент Оранж»; ці цифри включають їхніх дітей, які народились з вадами. За оцінками Червоного Хреста В'єтнаму, до 1 мільйона людей стали інвалідами або мають проблеми зі здоров'ям через забруднення від «Агент Оранж». Уряд Сполучених Штатів оскаржив ці цифри як недостовірні.
Згідно з дослідженням доктора Нгуєн В'єт Нхана, діти в районах, де використовувався «Агент Оранж», постраждали і мають численні проблеми зі здоров'ям, включаючи розщеплення піднебіння, психічні розлади, грижі та зайві пальці на руках і ногах. У 1970-х роках високий рівень діоксину був виявлений у грудному молоці жінок Південного В'єтнаму, а також у крові американських військовослужбовців, які служили у В'єтнамі. Найбільш постраждалими зонами є гірська місцевість вздовж Труонг Сон (Довгі гори) та кордон між В'єтнамом і Камбоджею. Постраждалі мешканці живуть у незадовільних умовах і страждають від багатьох генетичних захворювань.
У 2006 році Ан Дук Нго (Anh Duc Ngo) та його колеги з Наукового центру охорони здоров'я Техаського університету опублікували мета-аналіз, який виявив значну гетерогенність (різні результати) між дослідженнями, що свідчить про відсутність консенсусу з цього питання. Незважаючи на це, статистичний аналіз досліджень, які вони вивчили, показав, що збільшення вроджених вад розвитку/відносного ризику (ВР) від впливу Агента Оранжа/діоксину «виглядає» на рівні 3 у дослідженнях, що фінансувалися В'єтнамом, а у решті світу на рівні 1,29. Існують дані, близькі до порогу статистичної значущості, які свідчать про те, що «Агент Оранж» сприяє мертвонародженню, розщепленню піднебіння і дефектам нервової трубки, причому найбільш статистично значущим дефектом є розщеплення хребта (spina bifida). Велика розбіжність у показниках RR між в'єтнамськими дослідженнями та дослідженнями в інших країнах світу пояснюється упередженістю в'єтнамських досліджень.
Двадцять вісім колишніх військових баз США у В'єтнамі, де зберігалися гербіциди та завантажувалися на літаки, все ще можуть мати високий рівень діоксинів у ґрунті, що становить загрозу для здоров'я навколишніх громад. На колишніх американських авіабазах у Дананг, районі Фукат і Бьен Хота були проведені масштабні випробування на забруднення діоксинами. Забруднення авіабази Дананг діоксинами в 350 разів перевищує міжнародні показники. Забруднений ґрунт продовжує впливати на громадян В'єтнаму, отруюючи їхню їжу і викликаючи хвороби, серйозні шкірні захворювання і різноманітні види раку легенів, гортані та простати.

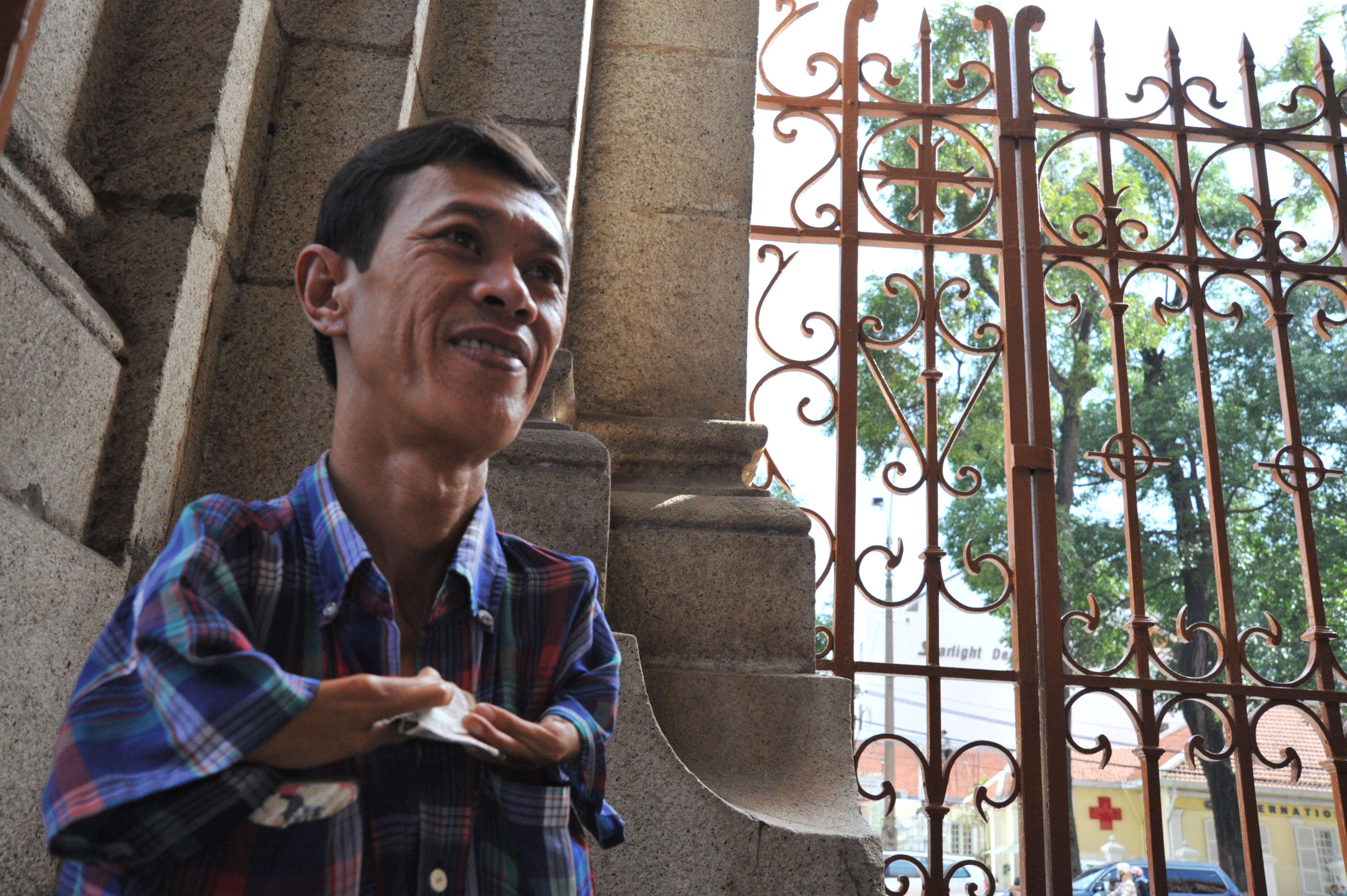
Людина з вродженими вадами розвитку, пов'язаними з внутрішньоутробним впливом «Агент Оранж»
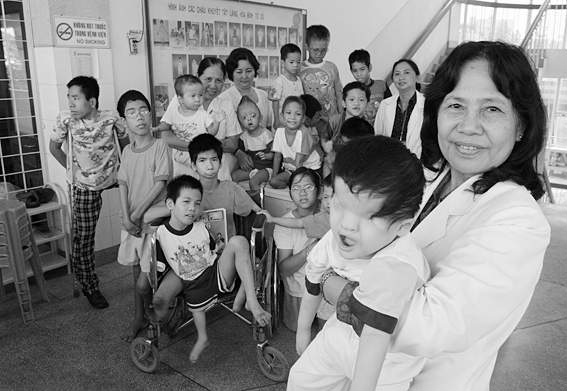
Група дітей-інвалідів у Хошиміні, деякі з них постраждали від «Агент Оранж»
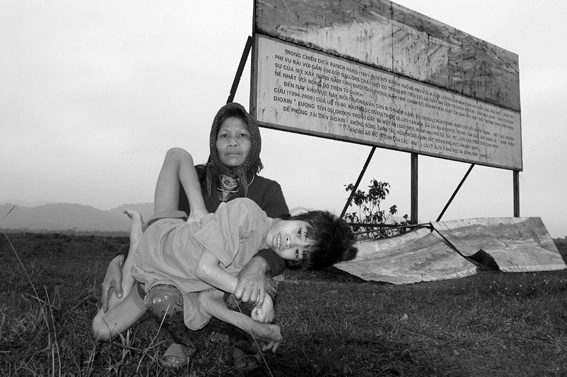
Кан Лей, 55 років, та її син Ке Ван Бек, 14 років, долина А Луой, В'єтнам, грудень 2004 року

### Ветерани В'єтнаму

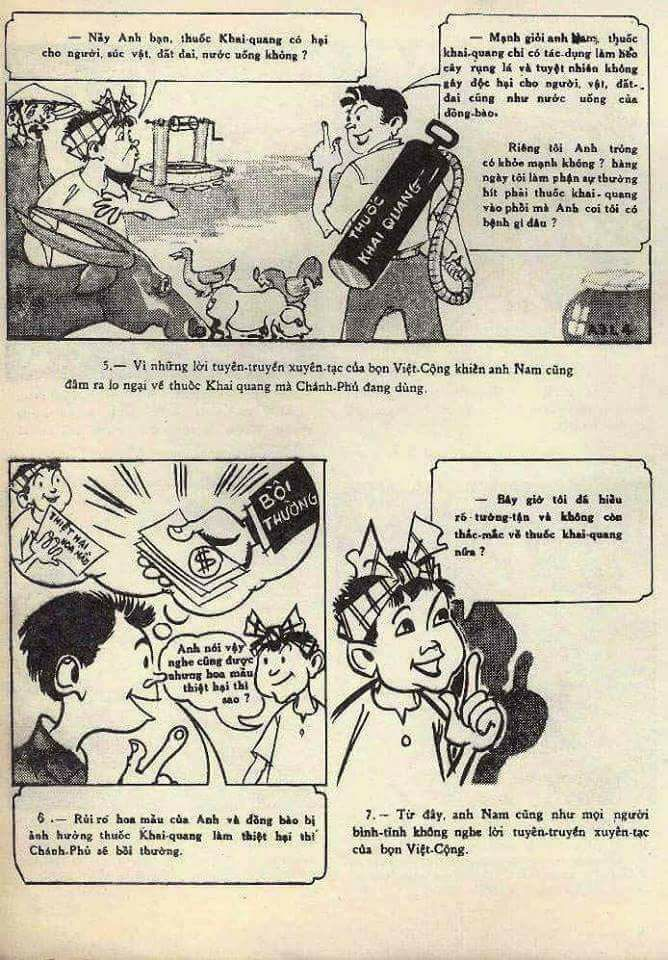
Американський дезінформаційний пропагандистський плакат в'єтнамською мовою, який описує, наскільки «безпечний» «Агент Оранж», і має на меті спростувати «комуністичну пропаганду»

Під час перебування у В'єтнамі солдатам США та Силам військової допомоги вільного світу казали не хвилюватися через «Агент Оранж» і переконували, що ця хімічна речовина нешкідлива. Після повернення додому ветерани В'єтнаму з усіх країн, де вони служили, почали підозрювати, що їхнє погане самопочуття або випадки викиднів у їхніх дружин чи народження дітей з вродженими вадами можуть бути пов'язані з впливом "«Агент Оранж» та інших токсичних гербіцидів, яким вони піддавалися у В'єтнамі.

### Ветерани США
Ветерани США почали подавати позови в 1977 році до Департаменту у справах ветеранів щодо виплат по інвалідності за медичне обслуговування у зв'язку з хворобами, які, на їхню думку, були пов'язані з впливом «Агент Оранж», а точніше, діоксину, але їхні позови відхилялися, якщо вони не могли довести, що хвороба почалася, коли вони перебували на службі, або протягом одного року після звільнення. Щоб отримати право на компенсацію, американські ветерани повинні були служити на військових базах у Таїланді або поблизу них за часів В'єтнаму, де гербіциди випробовувалися і зберігалися за межами В'єтнаму; ветерани, які були членами екіпажів літаків С-123, що експлуатувалися після війни у В'єтнамі, або були пов'язані з проектами Міністерства оборони з випробовування, утилізації чи зберігання гербіцидів у США.
До квітня 1993 року Департамент у справах ветеранів виплатив компенсацію лише 486 жертвам, хоча він отримав заяви про втрату працездатності від 39 419 солдатів, які зазнали впливу «Агент Оранж» під час служби у В'єтнамі.
В опитуванні Zogby International, проведеному в листопаді 2004 року серед 987 осіб, 79 % респондентів вважали, що американські хімічні компанії, які виробляли дефоліант «Агент Оранж», повинні виплатити компенсацію американським солдатам, які постраждали від токсичної хімічної речовини, що використовувалася під час війни у В'єтнамі, 51 % заявили, що вони підтримують виплату компенсації в'єтнамським жертвам «Агент Оранж».

### Ветерани Австралії та Нової Зеландії
Кілька офіційних розслідувань в Австралії не змогли довести протилежне, хоча американські розслідування вже встановили, що дефоліанти розпилювалися на авіабазах США, зокрема на авіабазі Б'єн Хоа, де австралійські та новозеландські війська спочатку служили до того, як отримали власну тактичну зону відповідальності (TAOR). Вже тоді, завдяки цивільним і військовим внескам Австралії та Нової Зеландії, персонал з обох країн був розкиданий по всьому В'єтнаму, наприклад, у лікарнях Бонгшон і Куїньон, у відрядженнях на різних базах, а також як льотний і наземний екіпаж для польотів на авіабазу Дананг і з неї — у всіх районах, які, як було задокументовано, піддалися розпиленню.
Тільки після того, як група австралійських ветеранів оприлюднила офіційні військові документи, карти та дані про місії як доказ того, що ТЗВ, контрольована австралійськими та новозеландськими військами у В'єтнамі, була обприскана хімікатами в присутності особового складу, австралійський уряд був змушений змінити свою позицію. Лише в 1994 році австралійський уряд нарешті визнав, що в районах В'єтнаму, де діяли австралійські війська, дійсно застосовувалися дефоліанти, і їхній вплив міг бути шкідливим для деяких ветеранів В'єтнаму та їхніх дітей.
Лише у 2015 році офіційний Австралійський військовий меморіал погодився переписати офіційну історію участі Австралії у В'єтнамській війні, визнавши, що австралійські солдати зазнали впливу дефоліантів, які використовувалися у В'єтнамі.
Нова Зеландія неохоче виправляла свою помилку, уряд навіть заперечував легітимність австралійських звітів у документі під назвою «Звіт МакЛеода», опублікованому Міністерством у справах ветеранів Нової Зеландії у 2001 році, чим розлютив новозеландських ветеранів і тих, хто був пов'язаний з їхньою справою.
У 2006 році був досягнутий прогрес у вигляді підписання Меморандуму про взаєморозуміння між урядом Нової Зеландії, представниками новозеландських ветеранів В'єтнаму, щодо грошової компенсації, які мають захворювання, що підтверджують зв'язок із впливом «Агент Оранж», як це визначено Національною академією наук Сполучених Штатів Америки. 2008 року уряд Нової Зеландії нарешті визнав, що новозеландці під час служби у В'єтнамі зазнали впливу «Агент Оранж», що спричинило погіршення стану здоров'я ветеранів та їхніх дітей. Зміни до меморандуму, внесені у 2021 році, означають, що більше ветеранів мають право на виплату ex gratia у розмірі 40 000 новозеландських доларів.

### Національна академія медицини
На початку 1990-х років федеральний уряд доручив Інституту медицини (IOM), нині відомому як Національна академія медицини, кожні 2 роки випускати звіти про вплив на здоров'я «Агент Оранж» та подібних гербіцидів. Вперше опубліковані в 1994 році під назвою «Ветерани та агент Оранж», звіти МОМ оцінюють ризик як ракових, так і неракових наслідків для здоров'я. Кожен вплив на здоров'я класифікується за наявністю доказів зв'язку на основі наявних дослідницьких даних. Останнє оновлення було опубліковано в 2016 році під назвою «Ветерани та агент Оранж: Оновлення 2014 року.»
У звіті наведено достатньо доказів зв'язку з саркомою м'яких тканин; негоджкінську лімфому; Лімфогранульоматоз; Хронічний лімфолейкоз; включаючи волосатоклітинний лейкоз та інші хронічні В-клітинні лейкози. Обмежені або передбачувані докази зв'язку були пов'язані з раком дихальних шляхів (легені, бронхи, трахея, гортань); рак простати; множинна мієлома та рак сечового міхура. Було встановлено, що більшість інших видів раку не мають достатніх доказів зв'язку з «Агент Оранж».
Національна академія медицини неодноразово приходила до висновку, що будь-які докази, які вказують на зв'язок між «Агент Оранж» і раком простати, «обмежені, оскільки не можна з упевненістю виключити випадковість, упередженість і плутанину».
На прохання Адміністрації у справах ветеранів, Інститут медицини оцінив, чи могла служба на літаках С-123 призвести до ймовірного зараження солдатів і завдати шкоди їхньому здоров'ю. Їхній звіт «Пост-в'єтнамська експозиція діоксинів у літаках С-123, забруднених, „агент Оранж“» підтвердив це.

### Служба охорони здоров'я США
Публікації Служби охорони здоров'я США показали, що у ветеранів В'єтнаму в цілому підвищений рівень захворюваності на рак, а також нервові, травні, шкірні та респіраторні розлади. Центри з контролю та профілактики захворювань зазначають, що, зокрема, зросли показники гострої/хронічної лейкемії, лімфогранульоматоз та негоджкінську лімфому, раку горла, раку простати, раку легенів, раку товстої кишки, ішемічної хвороби серця, саркоми м'яких тканин та раку печінки. За винятком раку печінки, це ті самі захворювання, які, за визначенням Адміністрації у справах ветеранів США, можуть бути пов'язані з впливом «агент Оранж»/діоксину і входять до переліку захворювань, що дають право на компенсацію та лікування.
Військовослужбовці, які займалися зберіганням, змішуванням і транспортуванням (у тому числі авіаційні механіки), а також фактичним застосуванням хімічних речовин, ймовірно, були серед тих, хто зазнав найбільшого впливу. Військовослужбовці, які служили на Окінаві, також стверджують, що зазнали впливу хімічної речовини, але достовірних доказів, які б підтверджували ці твердження, немає.
Деякі дослідження припускають, що ветерани, які зазнали впливу «Агент Оранж», можуть бути більш схильні до ризику розвитку раку простати і потенційно більш ніж удвічі частіше хворіють на рак передміхурової залози більш високого ступеня і більш смертельним видом раку. Однак критичний аналіз цих та 35 інших досліджень послідовно показав, що не було значного збільшення захворюваності на рак простати або смертності від нього у тих, хто зазнав впливу «Агент Оранж» або 2,3,7,8-тетрахлордибензо-п-діоксину.